# Structura de descompunere a lucrărilor
Structura de descompunere a lucrărilor (engleză Work Breakdown Structure-WBS, rusă Ierarhiceskaia struktura rabot) în managementul proiectelor și în ingineria sistemelor este un instrument care constituie o grupare orientată pe livrabile a elementelor/lucrărilor discrete ale proiectului, efectuate de echipa proiectului care organizează și definește obiectivele aprobate ale proiectului, în vederea managerierii acestuia. Fiecare nivel descendent din reprezentarea grafică a WBS reprezintă o definiție și o divizare din ce în ce mai detaliată a componentelor proiectului a căror totalitate reprezintă întregul conținut al lucrărilor. Componentele proiectului pot fi produse, servicii, date sau orice combinație a acestora.
WBS oferă cadrul necesar pentru estimarea și controlul costurilor lucrărilor, totodată pentru dezvoltarea și ținerea sub control a programării.
Structura de descompunere a lucrărilor poate fi reprezentată în două forme: ca un tabel cu listarea subdiviziunilor sarcinilor sau ca o diagramă arborescentă în care nodurile inferioare sunt „pachete de lucrări”, subordonate itemurilor de nivel imediat superior.

## Construirea unei structuri de descompunere a lucrărilor
În pregătirea unei structuri de descompunere a lucrărilor sunt necesari următorii pași:
- Identificarea obiectivului final al proiectului. Structura de descompunere a lucrărilor trebuie să-l ajute pe managerul proiectului să-și formeze o viziune clară asupra produsului/obiectivului  final al proiectului;
- Identificarea livrabilelor majore necesare pentru succesul proiectului. Livrabilele sunt rezultate măsurabile, tangibile și verificabile (pentru a facilita măsurarea performanțelor), care trebuie să fie produse pentru a termina o parte din proiect sau întregul proiect. De exemplu, pentru un produs ce va fi fabricat, raportarea stării lucrărilor poate fi descrisă ca rapoarte săptămânale ale stării de fabricare a elementelor componente individuale, plus asamblarea finală a produsului.
- Se încorporează niveluri de descompunere suplimentare (detalii) ca elemente constituente ale livrabilelor, până ce cerințele managementului pentru managerierea și controlul proiectului sunt satisfăcute. Detaliile asupra livrabilelor oferă oportunități care nu au fost aparente din livrabilele de pe niveluri superioare de descompunere.
- Se revizuiește și se rafinează WBS până ce persoanele și organizațiile implicate în proiect (engleză stakeholders) sunt de acord cu nivelul planificării și raportării proiectului. Echipa proiectului poate identifica la revizuire livrabilele care lipsesc sau poate determina că descrierile livrabilelor trebuie să fie clarificate sau corectate. Aceste actualizări (updates) sunt deseori numite rafinări și sunt cele mai probabile când proiectul implică tehnologii noi sau neverificate.[2] Dacă concepțiile proiectului se schimbă, WBS este apoi rafinat și modificat pentru a reflecta noile abordări ale sistemelor și subsistemelor.

### Regula 100%
La construirea unei structuri de descompunere a lucrărilor/activităților se aplică regula 100 % care prevede că în cadrul WBS trebuie capturate toate lucrările determinate de obiectivul proiectului și trebuie incluse toate livrabilele: interne, externe, interimare.
Regula 100 % se aplică și pe nivelurile de descompunere: astfel, lucrările de pe un nivel reprezentând descompunerea unei lucrări de pe nivelul imediat superior (lucrarea „părinte”) trebuie să reprezinte 100 % din aceasta și nu pot include mai mult decât 100 % din aceasta.

### Nivelul de detaliere
Una dintre problemele întâlnite în construirea unei structuri de descompunere a lucrărilor este a avea în vedere când să se oprească în procesul de detaliere pe niveluri a lucrărilor. Sunt aplicate următoarele reguli:
- Regula celor 80 de ore: nici o activitate sau grup de activități de pe nivelul cel mai jos de detaliere, activitate care produce un singur livrabil, nu trebuie să depășească 80 de ore de efort pentru realizarea acesteia.
- Nici o activitate de pe nivelul cel mai de jos de detaliere nu trebuie să aibă o durată mai mare decât o perioadă de raportare în cadrul proiectului. Astfel, dacă de exemplu, echipa proiectului raportează desfășurarea proiectului lunar, nici o lucrare/activitate să nu necesite o durată mai lungă decât o lună.

## Dicționarul WBS
Descrierile elementelor de lucrări/activități sunt deseori incluse într-un dicționar WBS. Acest dicționar trebuie să descrie pachetele de lucrări și alte informații de planificare, cum sunt: date de programare, bugetele costurilor și alocările de personal. Fiecare pachet de lucrări definește lucrările de realizat, un buget și fie o durată de realizare, fie legăturile cu alte pachete anterioare. Dicționarul WBS este dezvoltat numai pentru elementele de pe nivelul cel mai de jos al reprezentării grafice arborescente. Dicționarul WBS descrie fiecare element de lucrări/activități cu jaloane, livrabile, activități și uneori date, resurse, costuri, calitate, precum și procesele necesare pentru a produce fiecare element.